# Edward Gardner
Pour les articles homonymes, voir Gardner.
Edward Gardner est un chef d'orchestre britannique né le 22 novembre 1974 à Gloucester.

## Biographie
Edward Gardner naît le 22 novembre 1974 à Gloucester,.
Il étudie au King's College de Cambridge et à la Royal Academy of Music de Londres, dont il sort diplômé en 2000,.
Entre 2001 et 2004, il est chef d'orchestre assistant de Mark Elder au Hallé Orchestra, puis devient directeur musical de Glyndebourne on Tour de 2004 à 2007, avant d'être directeur musical de l'English National Opera entre 2007 et 2015. À Londres, il dirige les grands opéras du répertoire, dont La Dame de pique, Otello, Benvenuto Cellini, Les Maîtres-chanteurs de Nuremberg et Tristan et Isolde,,,.
En 2007, Gardner fait ses débuts discographiques à la tête de l'Academy of St Martin in the Fields, accompagnant Kate Royal pour un album éponyme de la soprano chez EMI Classics.
En 2012, il est nommé officier de l'ordre de l'Empire britannique (OBE) pour « services rendus à la musique ».
Entre 2010 et 2013, Edward Gardner est principal chef invité de l'Orchestre symphonique de Birmingham, avec lequel il enregistre des disques. À partir de 2013, il occupe le même poste à l'Orchestre philharmonique de Bergen, dont il devient chef principal en 2015, jusqu'en 2023,,.
En 2019, il est nommé chef principal de l'Orchestre philharmonique de Londres à partir de 2021, pour une durée de cinq ans,.
En 2022, il est nommé directeur artistique de l'Opéra et ballet national de Norvège, dont il devient directeur musical à partir d'août 2024.
Outre un vaste répertoire dirigé en concert et sur scène, Edward Gardner possède une large discographie, essentiellement éditée par le label britannique Chandos.